# Kataura
Kataura (片浦村?, Kataura-mura) era un villaggio giapponese esistito nel distretto di Ashigarashimo, nella prefettura di Kanagawa. Si trovava lungo l'attuale baia di Sagami, nella parte meridionale della città di Odawara.

## Storia
- 1º aprile 1913: fondato dalla fusione dei villaggi di Ishibashi, Komekami, Nebukawa ed Enoura.
- 1º dicembre 1954: incorporato nella città di Odawara, il villaggio di Kataura fu abolito lo stesso giorno.

## Traffico
Linea ferroviaria
- Ferrovie Nazionali Giapponesi (attualmente East Japan Railway Company)
  - Linea principale Tōkaidō: Stazione di Nebukawa